# 阿斯隆
阿斯隆（英語：Athlone）是愛爾蘭共和國的一座城市，位於愛爾蘭中部里湖的南岸。2011年人口普查時，阿斯隆有人口20,153人。阿斯隆的地理位置靠近愛爾蘭地理中心。

## 友好城市
- 法國 沙托布里扬

## 外部連結
- Athlone.ie （页面存档备份，存于） – Official Town Portal
- Irish Rail Athlone Station Website